# 王世中
王世中（1913年7月—1985年1月8日），福州閩侯縣人，土壤學學者，第三屆中央研究院院士。

## 生平
王世中於1913年7月出生於福建省閩侯縣，1934年畢業於北平燕京大學化學系，爾後即轉任職於軍醫署，1934年赴德國萊比錫大學攻讀農業化學，1940年獲博士學位後，即返國任教於雲南大學。抗戰勝利後，再轉往浙江大學 任教。1947年東遷臺灣，至台灣糖業試驗所從事糖業研究。1959年獲選為第三屆中央研究院院士頭銜 。1970年應吳大猷先生之邀，兼任主持國科會醫農生物組，規劃全國生物科技之發展。於1975年辭國科會兼職，於1978年辭台糖職。